# 香港人道年獎

香港人道年獎標誌

香港人道年獎是香港首個倡導人道精神的獎項，由香港紅十字會主辦，旨在表揚香港社會上發揮人道精神的人士，得獎者身體力行實踐了人與人之間完全出於善意和自願的關懷，作為典範。得獎者透過不同的自願實際行動，例如捨自己為人、照顧老弱、對傷病者不離不棄或維護人類尊嚴等，作出了傑出的人道行為貢獻。他們不分性別、文化或社會地位，默默為他人服務，以減輕或防止他人的痛苦及困境。透過表彰得獎者無私的精神和人道的行為，主辦單位希望推動更多香港市民認識「人道精神」此一普世價值，把人道意識帶入社會各階層。

## 參選資格
- 香港居民，性別國籍種族不限，以個人名義被提名參選；及
- 於過去一年內對「保護生命、關懷傷困、維護尊嚴」的人道行為作出貢獻；及
  - 以實際行動或英勇表現，減輕或防止人類痛苦及困境；
  - 有關的人道行為必須為自願性質；
  - 能提高社會對人道行為意識的果效；
- 被提名者在其受薪職能範圍以外的志願人道工作是主要的評審範疇
- 如參選人已身故，提名須在其離世一年內提出

香港人道年獎
- 年齡不限；
- 被提名者必須曾主動作出突出的人道救助行為或長期積極地參與人道救助工作並有所貢獻，且具有感染力；
- 具典範作用

香港人道新力量
- 35歲或以下 (以每年3月31日為限)
- 被提名者必須持續積極地參與人道救助工作並有所貢獻

## 歷屆得獎名單

### 2023年
- 張孫俐俐醫生：牙科醫生，於本地、中國內地、老撾及海外多個偏遠貧窮地區，義務為有需要的弱勢社群提供牙科服務。
- 王天鳳女士：乳癌康復者，致力推動乳癌支援服務，組織由乳癌康復者擔任義工的支援團隊「粉紅天使」。
- 李鍵穎醫生：整形外科專科醫生，先後到過中國內地、馬達加斯加、菲律賓、印尼等偏遠地區為患有兔唇裂顎等先天性缺陷的兒童進行免費整形手術。
- 梁小偉先生 ：全球首位完成南、北極馬拉松賽事的視障運動員，「不倒翁共融運動協會」創辦人。
- 陶巧敏醫生：深切治療專科醫生，曾到也門、伊拉克、中非共和國及阿富汗等發展中地區提供醫療援助。
- 李耀輝先生：電機工程師，擔任情緒輔導熱線中心義工30年，並為境外人道工作提供技術支援，並積極參與香港紅十字會心理支援服務。

香港人道新力量
- 朱憫謙女士：臨床心理學家，致力推動香港的聾人精神健康服務和手語發展，倡導共融社會。

### 2022年
- 陳昌煒醫生：香港兒童紓緩學會創辦人之一
- Mr Aimé Girimana ：布隆迪人，香港難民支援工作者
- 梁屺瞻醫生：無國界醫生
- 梁順華女士：大澳居民，於新冠疫情期間組織義工隊關心大澳獨居長者
- 謝嘉誼女士：護士，曾到四川、海地、菲律賓、尼泊爾和孟加拉等地參與救災工作

香港人道新力量
- 陳易楊先生：教師，服務貧困地區學童的組織「童夢同行」創立人
- 周鴻揚先生：註冊護士，周鴻揚是「香港傑出專上學生服務協會」會長。大學時期關注社會小眾健康的議題。他曾經參與香港滅蝨研究行動組，親身參與滅蝨服務及公眾教育，亦參與科研研發以真菌滅蝨，他參與撰寫的研究報告更促使香港政府的關愛基金將滅蝨列為恆常資助範疇，令數以萬計的基層家庭受惠。除此以外他亦積極參與罕見病服務，他創辦了世界上最大型的罕見病教育計劃，名為「罕真人圖書館」，在計劃中他帶領超過70位大學生透過深入訪談罕見病人，將17位罕見病人的生命故事結集成書，並捐贈超過19000本書籍予醫院管理局、大學醫學院，以及超過30所中學，希望能夠加深醫護人員及社會大眾對罕見病的理解及認識，以及共同喚起罕見病的關注。

### 2021年
- 陳詩瓏醫生
- 洪磯正醫生
- 李衍蒨女士
- 梁國成先生
- 謝美兒博士：小BB安息關注組發起人
- 任卓昇醫生

香港人道新力量
- 陳尚懿先生：註冊社工，同行鳥Companion HK創辦人，推動精神健康
- 何惠傑先生

### 2020年
- 何桂萍修女：關愛之家創辦者
- 胡志城教授：眼科（視光學專家）醫生，同時關注自殺防止的方法和公眾教育，2015年任撒瑪利亞會董事會主席
- 唐頴思醫生：無國界醫生
- 伍桂麟先生：殯儀業從業員，推廣生命教育
- 葉柏強先生：兒科醫生，建立「一擊通」平台支援基層
- 馬夏邐女士：服務居港南亞少數族裔，特別是當中的婦女

香港人道新力量
- 張栢淳先生：註冊社工，舉辦單車活動「WeCycle」幫助戒毒人士。

### 2019年
- 陳志明神父
- 陳惠芬女士
- 顏獻基醫生
- 嚴楚碧女士
- 施清白女士

香港人道新力量
- 曾雅詩女士

### 2018年
- 鄭毓君博士
- 高志昌醫生
- 杜啟峻醫生
- 曹綺雯女士
- 徐玉英女士

香港人道新力量
- 余錦榮先生：

### 2017年
- 鄒錫權先生：整形及整容外科醫生，到中國內地、印尼及馬達加斯加為兔唇裂顎患者義診多年
- 羅尚尉先生：骨科專科醫生，自2008年四川大地震後定期到該地義診
- 梁偉賢先生：資深護士
- 凌浩雲先生：社會企業營運者
- 王建明先生：建築師，積極在其項目裏實現「參與式設計」的理念
- 楊偉基、楊麥燕鳳伉儷：於中國內地及緬甸服務殘障孤兒

香港人道新力量
- 蕭凱恩女士：視障音樂家

### 2016年
- 陳漢文先生－「家居維修義工協會」創辦人兼會長，為長者及基層市民提供家居維修服務和於維修完成後跟進其情況
- 鄺詠茵醫生－醫生，曾前往非洲埃塞俄比亞、贊比亞和尼泊爾等國家為有需要人士診治
- 林家揚中醫師－中醫師，以無創治療減少長者的痛苦及到內地偏遠村落為兒童和村民進行義診
- 吳耀輝先生－「You Will Succeed」創辨人，以網上求職平台為殘障人士求職，同時為他們裝備自己及應付挑戰
- 鮑雋宇先生－註冊護士，曾於災區教授急救和醫療技巧並參與建設臨時醫院
- 葉炳釗先生－視障人士，研發以即時語音訊息協助視障人士分辨方向、提示社區設施和交通等資訊的智能電話軟件

### 2015年
- 陳藝賢醫生：心臟科醫生，「心臟健康列車」召集人
- 趙汗青醫生：牙科醫生，「香港苗齒協會」召集人
- 林鑑貞女士：志願探望、關心在囚人士多年
- 羅春香女士：理髮及美容業經營者，「創美義工團」創辦人
- 梁紹輝醫生：牙科醫生，已參與各式牙科義務工作廿多年
- 龐劉湘文女士：「宣美語言及聽覺訓練中心」總幹事，為聾童社群付出大量心力

香港人道新力量
- 文國斌先生：紅斑狼瘡症患者，以同路人身份成為紅斑狼瘡症的病人互助組織的積極成員；他亦積極參與其他關懷長期病患的義務服務

### 2014年
- 陳梁悅明女士：多年來為視障人士服務，致力為他們爭取更多在體育、住屋、教育等各方面參與社會的機會，香港盲人輔導會前行政總裁
- 何毅良先生：岩土工程師，曾參與2008年四川地震後貧困地區的校舍興趣，及協助「苗圃行動」監督組織在內地的建校工作
- 李琬微醫生：眼科醫生，積極參與眼科義務工作及提高社會各項對眼科保健的意識
- 冼永生先生：退休精算師，多年來義務為社會弱勢人士（包括視障、聽障、孤兒、有情緒行為的青少年、少數族裔、新來港人士）補習，亦有教導在囚人士本地語文和電腦
- 黃家寧、黃何淑英夫婦：因獨子患有語言障礙，激發他們創立全港唯一及首間非牟利言語治療機構「庭恩兒童中心」服務患有語言障礙的貧困兒童；經營多間社企，盈利全撥作中心經費

### 2013年
- 朱初立醫生：A.J.R.慈善基金有限公司成立人之一，協助因緊急事件而緊急需要資金的弱勢人士
- 劉惠心醫生：牙醫，致力於牙科相關的社會服務，積極組織義工隊服務香港有需要人士和長者、內地偏遠地區居民
- 麥耀陽先生：設立慈善組織耀陽行動，服務生活於貧窮線以下的人士
- 鄧慧蘭教授：聾人教育研究者，香港中文大學手語及聾人研究中心總監，特別在手語教育方面付出良多
- 黃重光醫生：前香港中文大學精神科學系教授，致力推廣心理健康教育

### 2012年
- 高誌樫先生：積極推動傷健共融、推動不同年齡的傷健人士參與展能歷奇活動
- 劉達強先生：警司，工餘時間兼任談判員，曾游說超過200名企圖自殺人士放棄自殺念頭，積極參與防止自殺的義務工作
- 梁子正醫生：兒科醫生，在新生嬰兒照顧方面經驗豐富；運用他的專業知識，推動各項與內地偏遠地區的嬰兒相關的計劃
- 譚建平神父：瑪利諾神父修會神父，關懷弱勢社群如在囚人士、精神病患者、露宿者、智障人士，亦有探訪內地長期病患者多年
- 王惠芬女士：香港融樂會創辦人

### 2011年
- 黎永勤女士：護士，積極參與志願人道服務
- 羅偉祥先生：路向四肢傷殘人士協會主席
- 彭志宏醫生：定期為落後地區人士提供修補唇顎裂的手術，並積極推廣健康教育
- 蘇金妹女士：15歲因意外下肢癱瘓的她，以自身經歷來鼓勵、關懷傷病者，擔任義工近38年
- 黃智雄先生：社工，積極服務內地的弱勢社群，亦有參與培訓當地的社工
- 姚妙芬女士：護士，積極參與志願人道服務

### 2010年
- 畢尚華神父：瑪利諾修院神父，致力改善香港基層市民生活
- 鍾惠玲博士：香港再生會創辦者，擔任多項與醫療和傷病服務相關的公職
- 高永賢博士：機械工程師，積極參與國際人道工作
- 吳恩融教授：建築師，香港中文大學建築系教授，常為在內地偏遠地區服務，曾在2005年在甘肅省策劃了「良橋助學夢成真」計劃
- 潘德鄰醫生：積極參與緊急救援工作和急救訓練工作

### 2009年
- 歐耀佳醫生：外展義工醫生，亦積極參與人道醫療服務
- 陳錦元先生：義工，曾協助香港聾人協會經歷一次管治危機
- 范寧醫生：積極參與志願醫療的醫生，多次參與香港紅十字會在各地的救援工作
- 祈愛蘭修女：香港善終服務的先驅
- 梁建華先生：苗圃行動義工，曾於2002年與其他苗圃成員發起「助學長征」籌款
- 梁秉中教授：香港中文大學矯形外科創傷學系講座教授，積極參與志願醫療的醫生
- 雷張慎佳女士：防止虐待兒童會總幹事
- 黃至生教授：香港中文大學公共衛生學院及社區及家庭醫學系教授，曾八年擔任「十大再生勇士選舉」籌備委員會主席，香港醫護專業講座協會創會會長，及積極參加其他社會服務
- 胡潔瑩博士：臨床心理學家，曾積極協助2008年四川地震後的義工隊伍

### 2007年
- 畢大偉先生：國際十字路會的 Global Village Life X-perience 的總監，也國際是十字路會及 Global Hand 的發言人
- 陳英凝教授：公共卫生专家，香港中文大学公共卫生及基层医疗学院副教授，積極提倡醫療人道救援，曾為無國界醫生香港辦事處主席
- 周伯展醫生：眼科醫生，致力為服務失明人士及其他醫學慈善工作，「亮睛工程」發起人之一
- 林順潮教授：眼科醫生，香港中文大學眼科及視覺科學系前主任，致力防盲、治盲及除盲，「光明行動護眼基金」創立人
- 蘇偉生先生：精神科護士，創立話劇團宣揚生命教育
- 杜聰先生：智行基金會創立人之一，在內地推動教育預防愛滋病的計劃

## 外部連結
- 香港人道年獎網頁 （页面存档备份，存于）